# ゼタビット
ゼタビット (zettabit) は情報や記憶装置の単位であり、Zbit または Zb と略記される。
- 1ゼタビット = 1021ビット = 1,000,000,000,000,000,000,000ビット

1エクサビットの1,000倍である。1ゼタビットは 125 エクサバイトと等しく、8ゼタビットで1ゼタバイトとなる。
1ゼタビットは270ビットの慣用値でも使われるが、混用を避けるため270ビットはゼビビットを使うことが推奨される。270ビット=1,180,591,620,717,411,303,424ビットと1021ビットは、およそ18%の差がでる。